# Dryja (herb szlachecki)
Dryja – polski herb szlachecki, noszący zawołanie Dryja. Wzmiankowany w najstarszym zachowanym do dziś polskim herbarzu, Insignia seu clenodia Regis et Regni Poloniae, spisanym przez historyka Jana Długosza w latach 1464–1480. Dryja jest jednym z 47 herbów adoptowanych przez bojarów litewskich na mocy unii horodelskiej z 1413 roku.
Herb występował głównie wśród rodzin osiadłych w ziemi kaliskiej. Najbardziej znane rody, pieczętujące się herbem Dryja to między innymi Dyamentowscy i Lisieccy.
Dryi używał też Dezydery Chłapowski.

## Opis herbu

### Opis historyczny

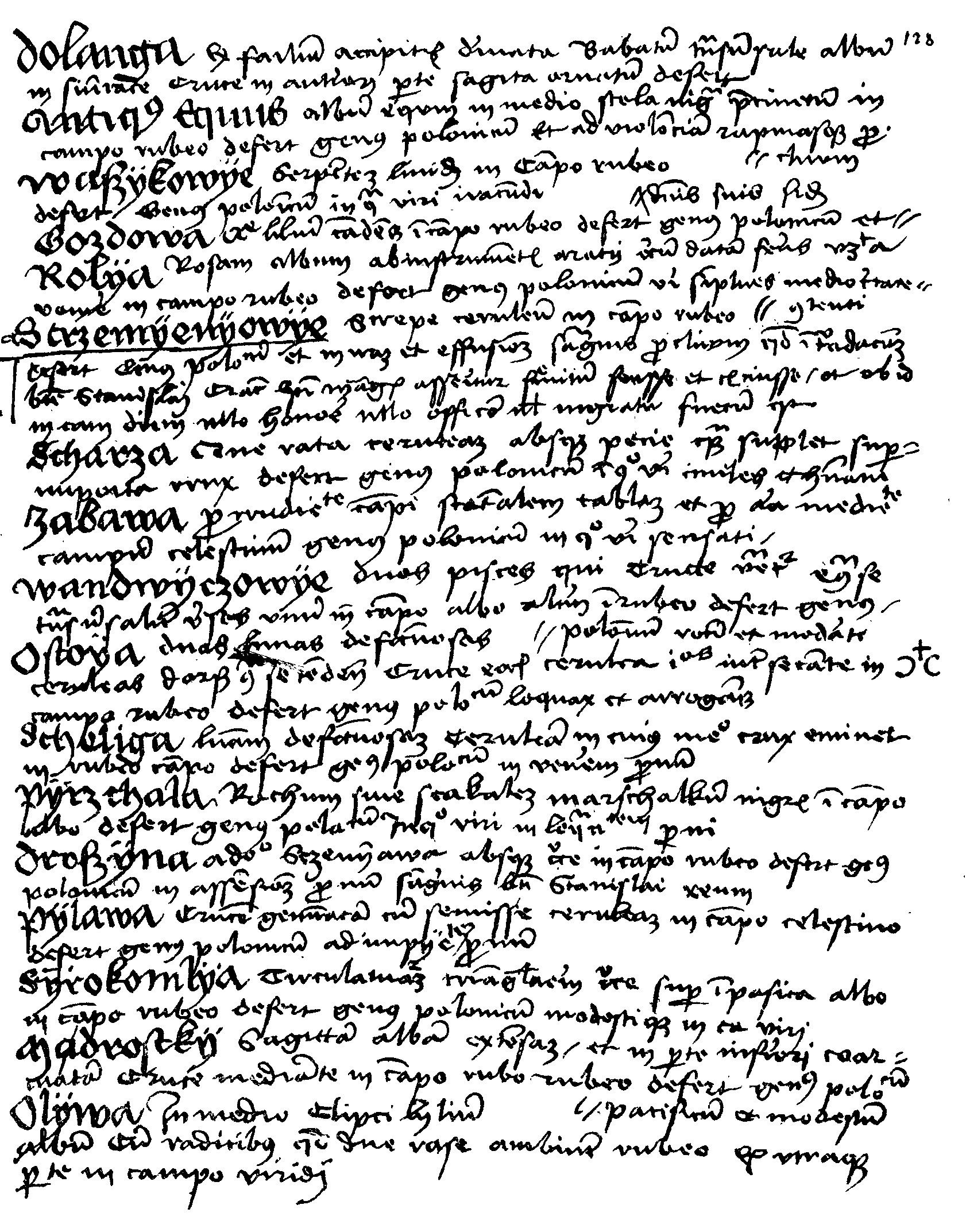
Jedna ze stron manuskryptów Jana Długosza, zawierająca opisy polskich herbów

Jan Długosz (1415–1480) blazonuje herb i opisuje herbownych następująco:

Drya tres lapides transversaliter in campo rubeo defert. Genus Burgundianum, de quo et beatus Bernardus, abbas Clarevalensis Cisterciensis ordinis, fertur extitisse.

Po przetłumaczeniu:

Dryja, trzy kamienie poprzecznie w polu czerwonym nosi. Ród burgundzki, o którym mówi się, że z zakonu cystersów istniał błogosławiony Bernard, opat Clairvaux.

Kasper Niesiecki, podając się na dzieła historyczne Bartosza Paprockiego, Szymona Okolskiego, Wojciecha Kojałowicza i Marcina Bielskiego, opisuje herb:

Mają być między dwiema liniami, które od prawego boku tarczy, na lewy ukosem idą, trzy kamienie żółte w polu czerwonem na hełmie trzy pióra strusie.

### Opis współczesny
Opis skonstruowany współcześnie brzmi następująco:
Na tarczy w polu czerwonym pomiędzy dwiema liniami czarnymi, od prawego boku w lewą stronę skierowanymi, trzy kamienie złote.
W klejnocie – nad hełmem w koronie – trzy pióra strusie.
Labry herbowe czerwone, podbite złotem.

## Geneza

### Najwcześniejsze wzmianki i pochodzenie
1276 najstarsza pieczęć z wizerunkiem herbu komesa Wojciech z Lubieniowa, 1395 pierwsza wzmianka w zapiskach sądowych. Aktem unii horodelskiej w 1413 herb został przeniesiony na Litwę (herb przyjął Mikołaj Tawtygerd (Tawtigerd, Teutigerd), adoptował Janusz z Toliszkowa).
Herb został przedstawiony wśród innych polskich herbów w Herbarzu Złotego Runa z lat 1433–1435.
Najwcześniejsze lokalne źródło heraldyczne wymieniające ten herb to wspomniane już wcześniej Insignia seu clenodia Regis et Regni Poloniae, datowane na lata 1464–1480. Autorem tego dzieła jest polski historyk, Jan Długosz.
Według Długosza ten herb pochodzi więc od rycerza Beaujean hrabiego de Troyes z Burgundii, który fundował opactwo Clairveaux św. Bernarda (zakon cystersów) w Burgundii. A zatem początków rodu należy szukać na terenie Burgundii np. miasto Dry w departamencie Loiret we Francji.
Natomiast według Szymona Okolskiego (żyjącego w XVII w.) dopiero za czasów Bolesława Wstydliwego (1243 – 1279) z tym herbem w 1266 r. zawitał do Polski niejaki Stanisław czy raczej Swatysław rycerz mężny a według innych źródeł od Petrindusa Drya kasztelana wojnickiego.
A według Teodora Żychlińskiego w 1589 r. zowie się on Mutyna, zapewne od nazwy miejscowości Mutina w Czechach, z której pochodził jakoby rycerz zwany Mutyna osiadły w XIII wieku u ujścia Dunajca do Wisły. Ta ostatnia wzmianka sugeruje, że członkowie spod tego znaku herbowego do Polski przywędrowali z Czech, które należały w średniowieczu do cesarstwa niemieckiego. Może to świadczyć, że herb jest pochodzenia czeskiego, ale raczej bardziej niemieckiego, o czym świadczy niejaki Wenceslaus dictus Dryja de Kolonia (wyst. 1434) z Niemiec.
Prawdopodobnie wspomniani rycerze o tym herbie przybyli z Czech (rycerstwo w tym kraju było często pochodzenia niemieckiego) w XIII wieku po ogromnych spustoszeniach, jakich dokonali Tatarzy podczas dwóch najazdów na Polskę w 1241 i 1259 roku (głównie Małopolska i Śląsk). W wyniku tych najazdów dzielnicowym książętom w Małopolsce i na Śląsku brakowało rycerzy, a zatem musieli ich sprowadzać z innych księstw (np. księstwo Burgundii) czy krajów jak sąsiednie Czechy, proponując im za służbę odpowiednie nadania ziemskie.
Herb Dryja znajduje się już:
- na pieczęci Jana de Starogrodzki w 1352 r. i w 1395 r. u niejakich Pietrasza Parloszki i Jakusza de Łysiec[13],
- na malowidłach ściennych klasztoru św. Krzysztofa w Lądzie w Polsce[14]
- w herbarzu Lyncenich i herbarzu z Bergshammar[15]
- oraz u Długosza w „Klejnotach...”[16]

### Ewolucja wizerunku
Na większości wizerunków herb przedstawiany był jako trzy srebrne kamienie (romby) ułożone w skos (w poprzek) tarczy w polu czerwonym. W Toison d’Or herb ma inną postać – w polu czerwonym w srebrnym skosie trzy kamienie czarne. Odmianą bez skosu pieczętowała się rodzina z Tuliszkowa w Wielkopolsce, poświadcza to pieczęć Janusza, kasztelana kaliskiego z 1413. W Księdze brackiej św. Krzysztofa klejnot herbu (identyfikowanego z Januszem z Tuliszkowa) przedstawia na hełmie skrzydło z trzema kamieniami. W Herbach rycerstwa polskiego Bartosza Paprockiego klejnot przybrał postać pęku pawich piór.
Piekosiński kamienie z tego herbu opisuje jako rauty (romby), zwane w polskiej heraldyce także diamentami lub kamieniami – we wcześniejszych wizerunkach herbu. Późniejsze wizerunki pokazują kamienie w formach bardziej ozdobnych, odchodzących od pierwotnego wizerunku heraldycznego rombu, i ewoluując w kierunku realistycznego przedstawienia szlachetnego kamienia.
Pełna rekonstrukcja średniowiecznej wersji tego herbu przedstawiała według Józefa Szymańskiego w polu czerwonym trzy stykające się romby srebrne rzędem w skos. Hełm i labry czerwone, podbite zapewne srebrem. Klejnot: dwa skrzydła czerwone z godłem. Szymański przytacza też, jako odmianę, wersję ze skosem srebrnym i rombami czerwonymi. Pierwotny klejnot uległ zapomnieniu i był przez autorów herbarzy zastępowany (jak zwykle w takich wypadkach) przez pióra strusie.

### Etymologia
Jan Długosz podaje informację o burgundzkim pochodzeniu rodu Dryja. Przy założeniu, że informacja ta jest zgodna z prawdą, można by szukać początków nazwy rodu Dryjów na terenie Burgundii. Być może od nazwy miejscowej Dry w departamencie Loiret i związaną z nią nazwą osobową Dry, Drye. Za obcym pochodzeniem Dryjów przemawia też druga ich proklamacja; Mutyna (por. n.m. Mutina, wieś w Czechach). Wtórnie może od apelatywu dryja – trzy oczka na kostce do grania (według słownika staropolskiego) – poświadczonego w XVI-wiecznym opisie herbu w dziele Bolesława Ulanowskiego.

## Herbowni

### Lista Tadeusza Gajla
Lista herbownych w artykule sporządzona została na podstawie wiarygodnych źródeł, zwłaszcza klasycznych i współczesnych herbarzy. Należy jednak zwrócić uwagę na częste zjawisko przypisywania rodom szlacheckim niewłaściwych herbów, szczególnie nasilone w czasie legitymacji szlachectwa przed zaborczymi heroldiami, co zostało następnie utrwalone w wydawanych kolejno herbarzach. Identyczność nazwiska nie musi oznaczać przynależności do danego rodu herbowego. Przynależność taką mogą bezspornie ustalić wyłącznie badania genealogiczne.
Pełna lista herbownych nie jest dziś możliwa do odtworzenia, także ze względu na zniszczenie i zaginięcie wielu akt i dokumentów w czasie II wojny światowej (m.in. w czasie powstania warszawskiego w 1944 spłonęło ponad 90% zasobu Archiwum Głównego w Warszawie, gdzie przechowywana była większość dokumentów staropolskich). Lista nazwisk znajdująca się w artykule pochodzi z Herbarza polskiego, Tadeusza Gajla (123 nazwiska). Występowanie na liście nazwiska nie musi oznaczać, że konkretna rodzina pieczętowała się herbem Dryja. Często te same nazwiska są własnością wielu rodzin reprezentujących wszystkie stany dawnej Rzeczypospolitej, tj. chłopów, mieszczan, szlachtę. Jest to jednakże dotychczas najpełniejsza lista herbownych, uzupełniana ciągle przez autora przy kolejnych wydaniach Herbarza. Tadeusz Gajl wymienia następujące nazwiska uprawnionych do używania herbu Dryja:
|  | Bieczkowski, Bieganowski, Bielawski, Borysewicz, Borysiewicz, Borysowicz, Boryszkowski, Borzejewski, Borzejowski, Bożejewski, Bożejowski, Buszkowski. Chłapowski, Chodorowicz, Czabowski, Czewiaszko, Czyżewicz, Czyżewski, Czyżowski. Derbut, Diamentowicz, Dobek, Dołmacki, Drya, Dryja, Dryniakiewicz, Dryon, Drzniewicz, Dyament, Dyamentowski, Dyra, Dziechciński, Dziechtarski, Dziektarski, Dziembiński, Dzierzbiński, Dzikowicki, Dzirbiński. Estka. Fontani. Gabliński, Galewski, Gałęski, Gałęzki, Gamalej, Gamaleja, Głębocki, Gorecki, Górecki, Grabieński, Grodzicki, Grodziecki. Jenicz. Kiszewa, Kiszewski, Kopydłowski, Kozaryn, Kozłowski, Krepsztul, Kwinta, Kwinto. Lesek, Lesenko, Lewiecki, Lipiński, Lisicki, Lisiecki, Lisiewski, Listecki, Liśnicki, Liśniecki, Luboński. Łubowski, Łukanowski, Łukomski, Łukowski. Macewicz, Mileski, Modlibowski, Modliszewski, Mroczyński, Mrowczyński, Mruczyński, Mutyna. Niemierzewski. Okulicz-Kozaryn, Opachowski, Orzelski, Osiecki. Pemgin, Piemgin, Pikiel, Poświatowski, Poświątowski, Prewysz, Przysiecki. Radecki, Rogowski, Ronowski, Rudzicki, Runowski, Rusocki. Siąski, Skumin-Jenicz, Strański, Struński. Tawtygierd, Tomicki, Towgin, Towginowicz, Towtygert, Towtygiert, Trambczyński, Trapczeński, Trąbczyński, Trąmbczyński, Trąmpczyński, Trąpczyński, Troynik. Ubasz. Westerski, Wysocki. Żernicki. Tadeusz Gajl, Herbarz Polski |

### Pozostałe nazwiska
Jury Łyczkowski, na swojej stronie dotyczącej heraldyki, wspomina również o nazwiskach; Dworzaninowicz, Wejsztort .

## Odmiany
| Odmiany herbu Dryja |

## Galeria

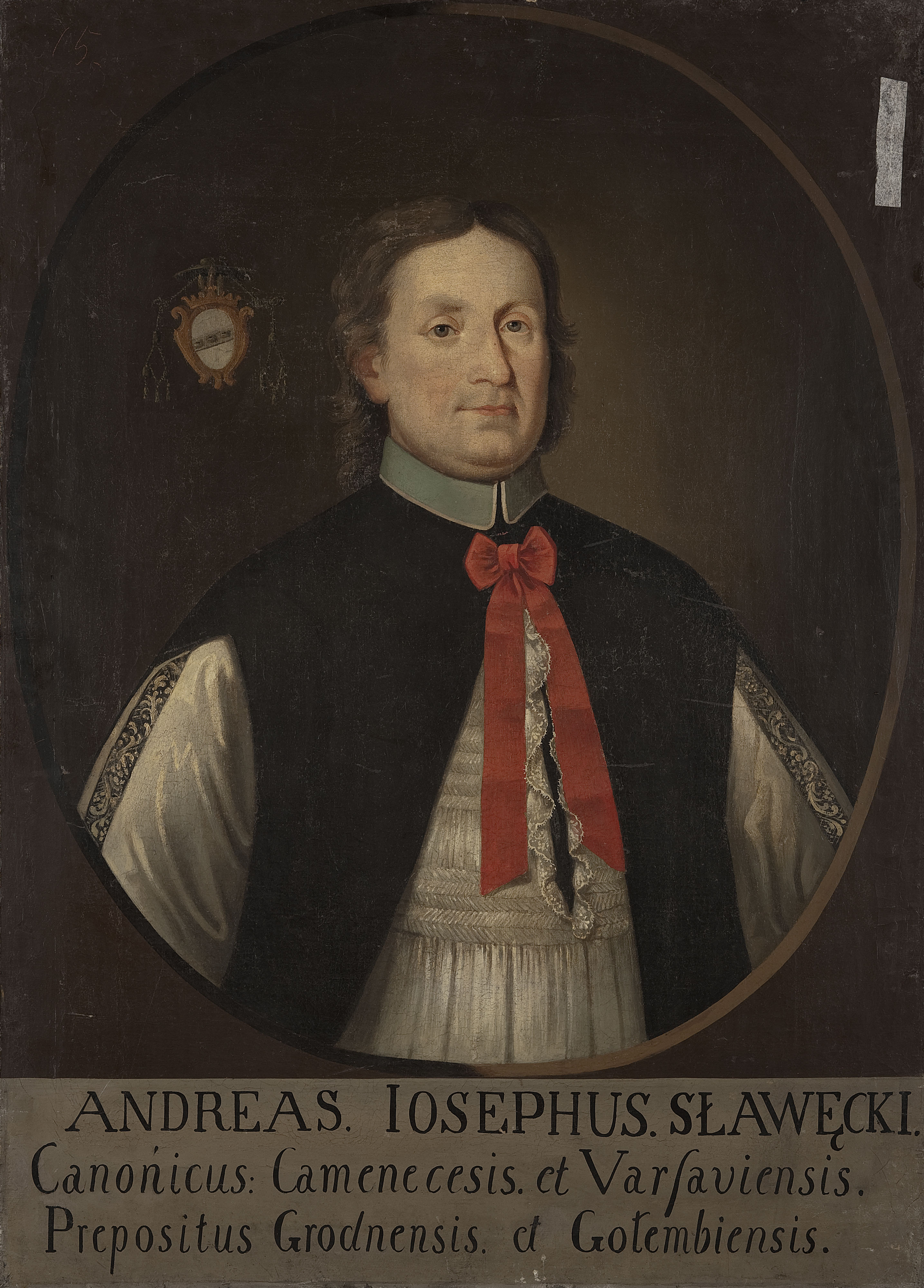
Portret ks. Andrzeja Sławęckiego z biskupią odmianą herbu Dryja
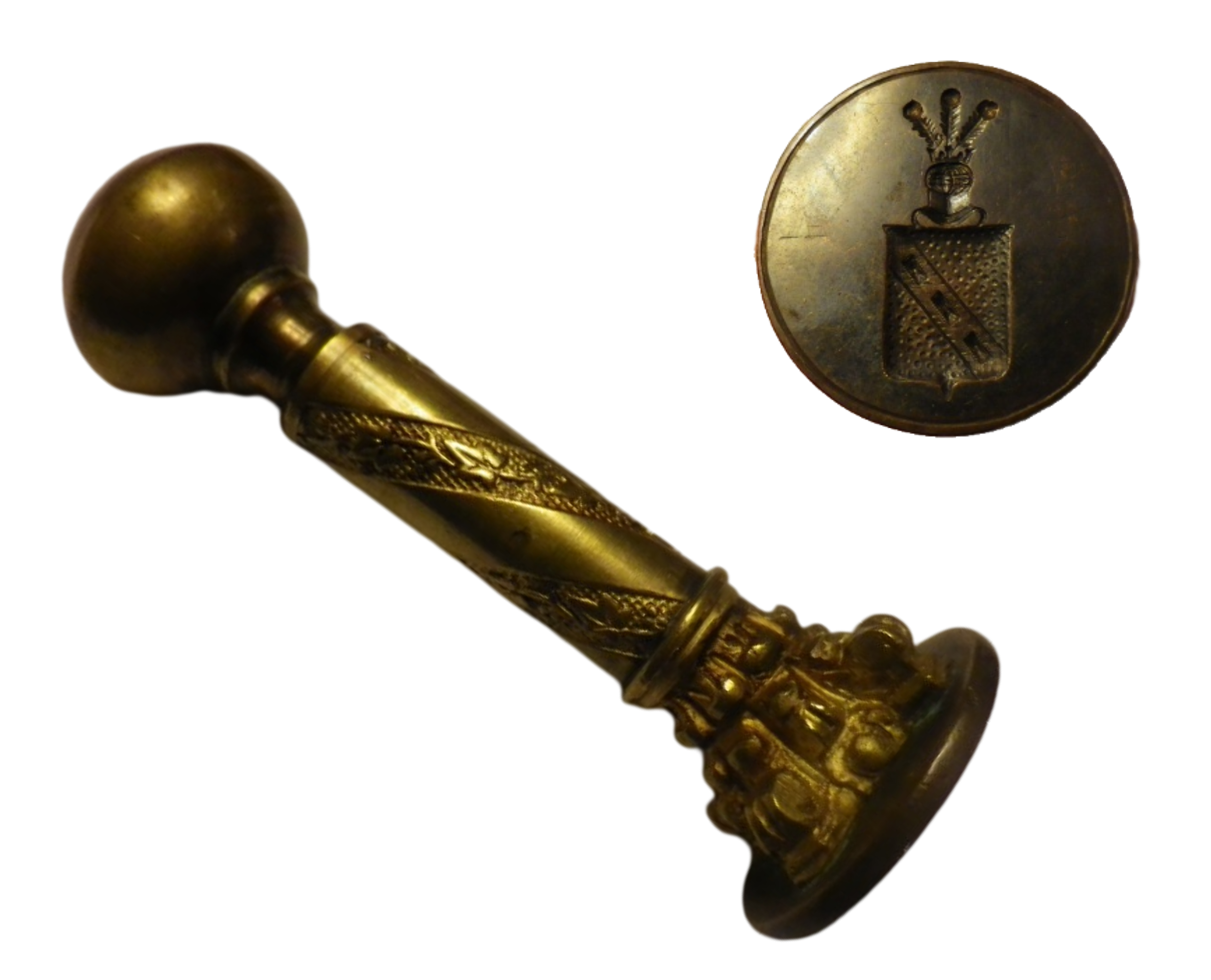
Starodawna pieczęć z herbem Dryja
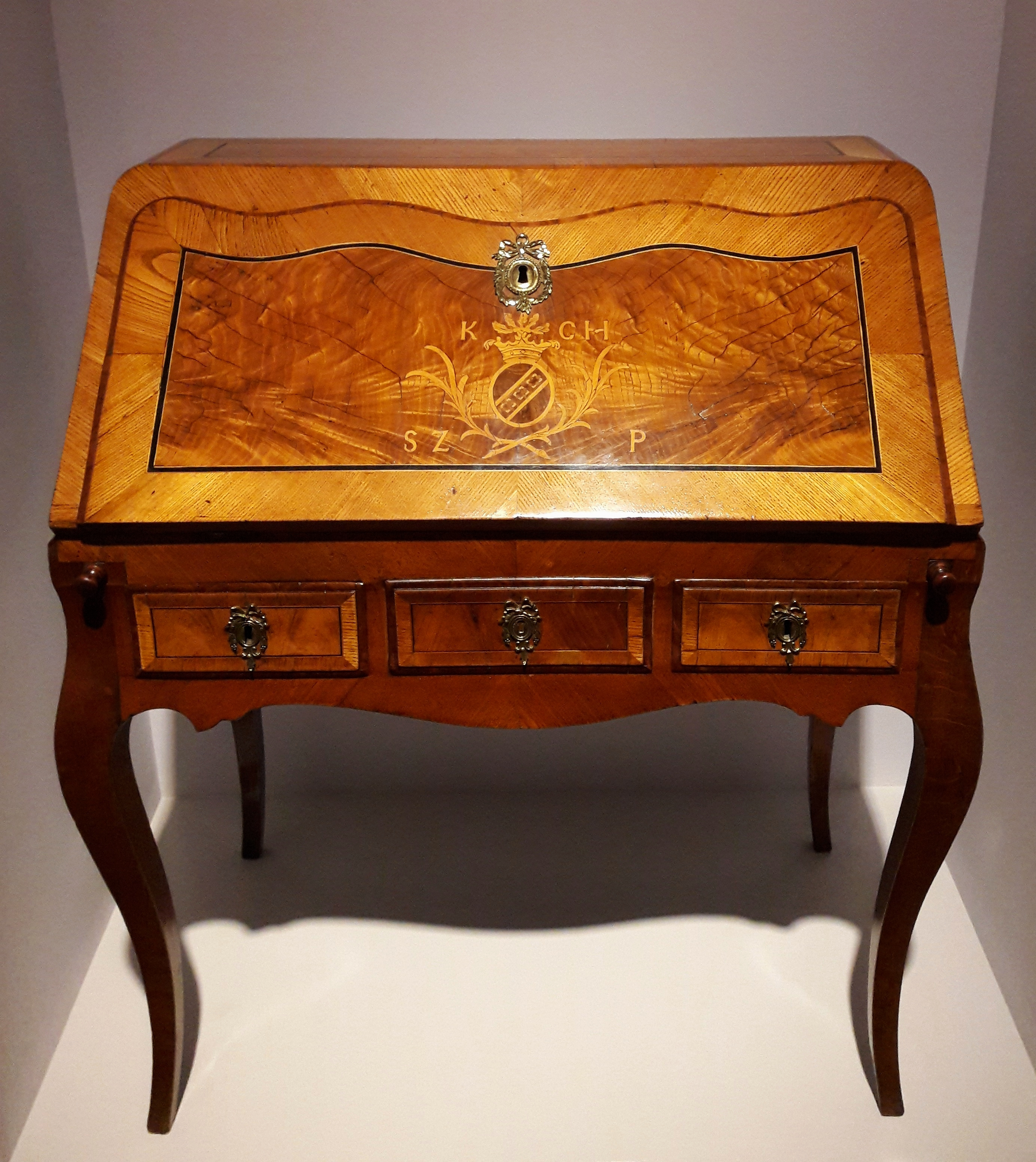
Sekretarzyk typu Bureau de dame z herbem Dryja (XVIII w.)
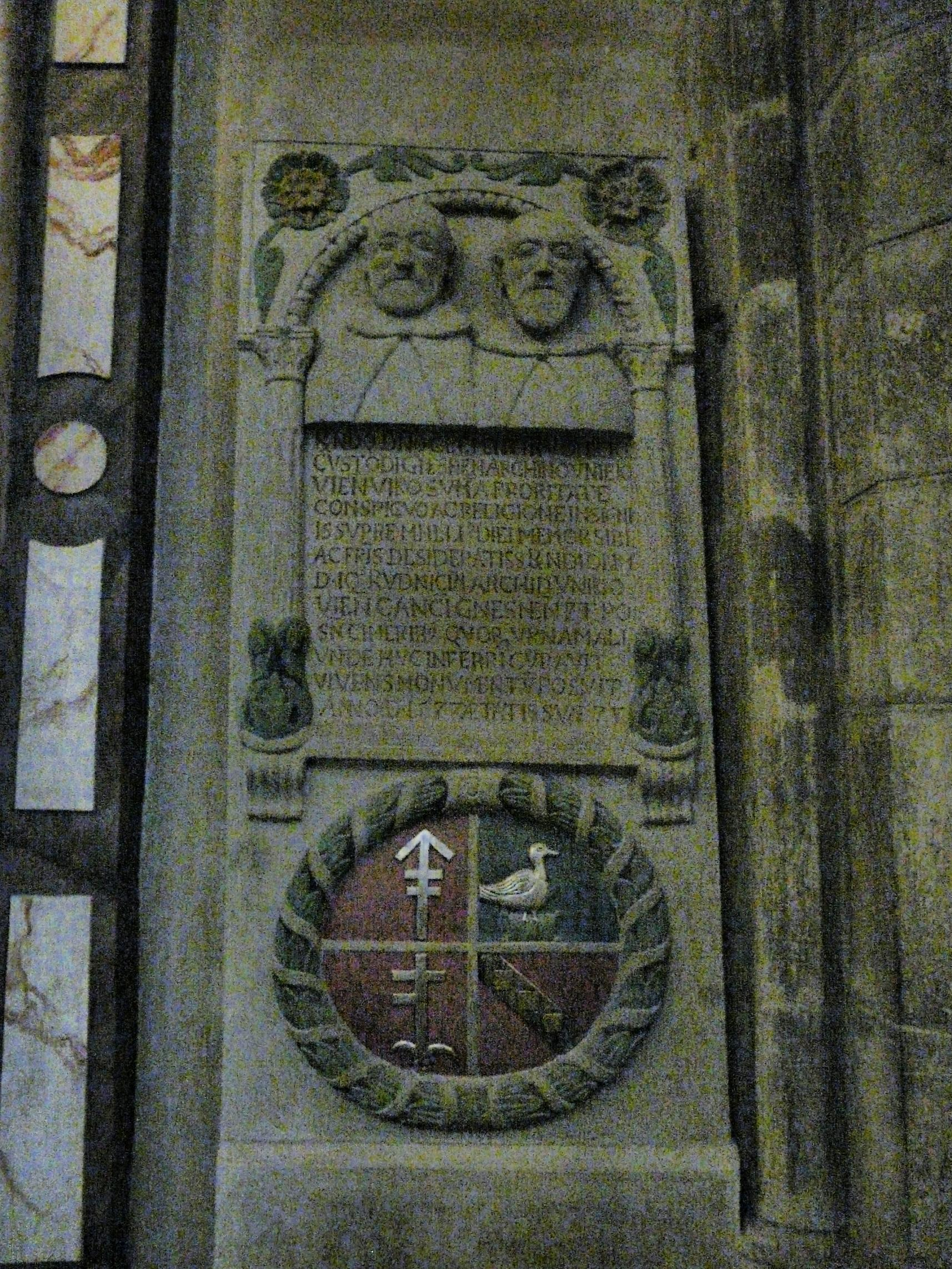
Herby w Katedrze Gnieźnieńskiej, wśród których znajduje się Dryja